# 総合情報学科
総合情報学科（そうごうじょうほうがっか）は日本の大学に設置されている、文系学問も理工系学問もすべて「広義の情報学」と捉えて情報（Information）の元来の意味する知識という広範の分野をカバーした学科。
「総合情報学科」の教員構成、カリキュラムが文理融合型でありまた、自然科学、社会科学、人文科学、外国語、を全て融合・統合した情報系学科も多い。

## 設置大学
- 関西大学総合情報学部
- 東京情報大学総合情報学部（2017年度改組）
- 東洋大学総合情報学部
- 大同大学情報学部
- 長崎総合科学大学総合情報学部
- 岡山理科大学総合情報学部総合情報科学科

かつては電気通信大学にも設置されていた。現在では改組。

## 参考
- 姫野俊一, 関正治「文理融合型総合情報学部学科新設の提案」『花園大学文学部研究紀要』第44巻、花園大学文学部、2012年、23-30頁、ISSN 1342-467X、NAID 110008916628。